# Яковлев, Роман Викторович
Рома́н Ви́кторович Я́ковлев — российский энтомолог, лепидоптеролог, доктор биологических наук, куратор коллекции бабочек-древоточцев в энтомологическом музее Томаса Витта.

## Биография
Родился 20 ноября 1974 года в семье врачей в Барнауле. В 1991 году с серебряной медалью окончил среднюю школу. По окончании школы поступил на лечебный факультет Алтайского государственного медицинского института. В 1997 году по окончании института поступил на интернатуру. После окончания которой работал в Алтайском краевом психоневрологическом диспансере на должности детского психиатра и нейрофизиолога. Параллельно работал в должности научного сотрудника в Южно-Сибирском ботаническом саду Алтайского государственного университета. С начала 2000-х полностью сосредоточился на исследовательской работе в области энтомологии и зоогеографии.

## Научная деятельность
Сфера научных интересов: булавоусые чешуекрылые Южной Сибири, Центральной Азии и сопредельных территорий, чешуекрылые семейства Cossidae (Древоточцы) мировой фауны и систематика группы.
В 1989 года заинтересовался фаунистикой и систематикой чешуекрылых Алтая и Сибири. Организовывал и принимал участие в более чем 50 экспедициях по Сибири, Центральной Азии, Кавказу, Закавказью, Африке, Латинской Америке.
В 2003 году защитил кандидатскую диссертацию (АлтГУ) на тему «Булавоусые чешуекрылые (Lepidoptera, Diurna) Алтайской горной страны: Экология и зоогеография». В 2015 году защитил докторскую диссертацию (Санкт-Петербургский государственный университет) на тему «Древоточцы (Lepidoptera, Cossidae) Старого Света».
Является владельцем крупной энтомологической коллекцию булавоусых чешуекрылых Голарктики — более 30 тысяч экземпляров (включая 1500 паратипов) около 1300 видов и крупнейшей в мире частной коллекцией древоточцев (более 15000 экземпляров, около 200 видов).
Описал около 500 таксонов чешуекрылых из разных групп.

### Избранные публикации

#### Монографии
- Tshikolovets V. V., Yakovlev R. V., Kosterin O. E. The Butterflies of Altai, Sayans and Tuva (South Siberia) :  [англ.]. — Kyiv-Pardubice : Tshikolovets-press, 2009. — P. 374. — ISBN 978-966-02-5144-1.
- Tshikolovets V. V., Yakovlev R. V., Balint Z. The Butterflies of Mongolia :  [англ.]. — Kyiv-Pardubice : Tshikolovets-press, 2009. — Vol. 8. — P. 320. — (The Butterflies of Palaearctic Asia Series). — ISBN 978-966-02-5145-8.
- Яковлев, Р. В. Система и зоогеография древоточцев (Lepidoptera: Cossidae) Старого Света. — Барнаул : АлтГУ, 2014. — 394 с. — ISBN 978-5-7904-1809-9.

#### Статьи
- Yakovlev, R. V. Catalogue of the Family Cossidae of the Old World (Lepidoptera) :  [англ.]. — Neue Entomologischen Nachrichten. — Marktleuthen, 2011. — Vol. 66. — P. 1–129.
- Nieukerken, van E. J. Order Lepidoptera Linnaeus, 1758 // Animal biodiversity: An outline of higher-level classification and survey of taxonomic richness :  [англ.] / van E. J. Nieukerken, L. Kaila, I. J. Kitching I. J. … [et al.]. — Zootaxa. — Auckland, New Zealand : Magnolia Press, 2011. — Vol. 3148. — P. 212–222. — doi:10.11646/zootaxa.3148.1.3.
- Borth, R. Cossidae of the Socotra Archipelago (Yemen) :  [англ.] / R. Borth, P. Ivinskis, A. Saldaitis … [et al.]. — ZooKeys. — 2011. — Vol. 122. — P. 45–69. — doi:10.3897/zookeys.122.1213.
- Yakovlev, R. V. Checklist of Butterflies (Papilionoidea) of the Mongolian Altai Mountains, including descriptions of new taxa :  [англ.]. — Nota Lepidopterologica. — Pensoft, 2012. — Vol. 35 (1). — P. 51–96.
- Rubin, N. I. Checklist of the butterflies (Papilionoidea) of the Saur Mountains and adjacent territories (Kazakhstan), including systematic notes about the Erebia callias group :  [англ.] / N. I. Rubin, R. V. Yakovlev. — Nota Lepidopterologica. — Pensoft, 2013. — Vol. 36 (2). — P. 137−170.
- Яковлев Р. В., Дубатолов В. В. Особенности распространения древоточцев (Lepidoptera, Cossidae) в пустынях Палеарктики // Зоологический журнал. — 2013. — Т. 92, № 6. — С. 682–694. — doi:10.7868/S0044513413040193.
- Yakovlev, R. V. Patterns of Geographical Distribution of Carpenter Moths (Lepidoptera: Cossidae) in the Old World :  [англ.]. — Contemporary Problems of Ecology. — 2015. — Vol. 8 (1). — P. 36–50. — doi:10.1134/S1995425515010151.
- Huemer, P. Large geographic distance versus small DNA barcode divergence: Insights from a comparison of European to South Siberian Lepidoptera :  [англ.] / P. Huemer, P. D. N. Hebert, R. V. Yakovlev … [et al.]. — PLoS One. — 2018. — Vol. 13 (11): e0206668. — doi:10.1371/journal.pone.0206668.
- Zahiri, R. Global phylogeography reveals the origin and the evolutionary history of the gypsy moth (Lepidoptera, Erebidae) :  [англ.] / R. Zahiri, B. Ch. B. Schmidt, A. Schintlmeister … [et al.]. — Molecular Phylogenetics and Evolution. — 2019. — Vol. 137. — P. 1–13. — doi:10.1016/j.ympev.2019.04.021.
- Maresova, J. The story of endurance: Biogeography and the evolutionary history of four Holarctic butterflies with different habitat requirements :  [англ.] / J. Maresova, A. S. Bartonova, M. Konvicka … [et al.]. — Journal of Biogeography. — 2021. — Vol. 48 (3). — P. 590– 602. — doi:10.1111/zsc.12679.
- Yakovlev, R. V. Cossidae // Catalogue of the Lepidoptera of Iran :  [англ.] / Rajaei, H. ; Karsholt, O. — Integrative Systematics. — 2023. — Vol. 6 (Special Issue). — P. 121–459. — doi:10.18476/2023.997558.7.
- Rindoš, M. Phylogeography and bioclimatic models revealed a complicated genetic structure and future range shifts of Lymantria monacha L. :  [англ.] / M. Rindoš, R. V. Yakovlev, K. McLachlan Hamilton … [et al.]. — Zoologica Scripta. — 2024. — Vol. 53 (5). — P. 650–664. — doi:10.1111/zsc.12679.

## Именные таксоны

### Бабочки
- Yakovlevina Kemal & Koçak, 2005 — Яковлевина — род древоточцев (Cossidae) из Юньнаня
- Parnassius jacquemontii subsp. yakovlevi Korb, 2000
- Boloria eunomia subsp. yakovlevi Korb, 2000 — Алтай
- Hyponephele lycaon subsp. yakovlevi Korolev, 2000 — Алтай
- Leptidea reali subsp. yakovlevi Mazel, 2002 — Новосибирская область[7]
- Melitaea yakovlevi Kolesnichenko, 2005 — Шашечница Яковлева — Монголия[8]
- Meharia yakovlevi Saldaitis & Ivinskis, 2009 — Меария Яковлева — о. Сокотра (Йемен)
- Meganola yakovlevi László, Ronkay & Witt, 2010 — Меганола Яковлева — Таиланд[9]
- Prichotilus yakovlevi Ustjuzhanin et Kovtunovich, 2011 — Гана, Малави[10]
- Platyptilia romanorum Ustjuzhanin & Kovtunovich, 2014 — Алтай[11]
- Phyllodesma yakovlevi Zolotuhin, 2015 — Алтай, Тыва
- Gnorimoschema yakovlevi Bidzilya, Huemer, Nupponen & Šumpich, 2019 — Алтай, Бурятия[12]
- Microschismus yakovlevi Ustjuzhanin et Kovtunovich, 2020 — ЮАР[13]

### Жесткокрылые
- Labidostomis yakovlevi Guskova, 2007 — Крупночелюстник Яковлева — Монголия[14]
- Protocollops yakovlevi Tshernyshev, 2008 — Монголия[15]
- Otiorhynchus yakovlevi Legalov, 2020 — Скосарь Яковлева — Алтай
- Afroramhus yakovlevi Legalov, 2024 — Зимбабве

### Двукрылые
- Shilovia yakovlevi Makarchenko & Semenchenko, 2020 — Восточно-Казахстанская область

### Пауки
- Berlandina yakovlevi Marusik, Fomichev & Omelko, 2014 —Монголия[16]

### Растения
- Potentilla × jakovlevii Kechaykin & Shmakov, 2014 — Лапчатка Яковлева — Казахстан[17]